# Huracán Fausto (2002)
El huracán Fausto fue un ciclón tropical longevo que se formó durante la temporada de huracanes del Pacífico de 2002. El octavo ciclón tropical y la quinta tormenta nombrada de la temporada, Fausto se desarrolló el 21 de agosto de una onda tropical que había cruzado el Atlántico, y entró en el Pacífico el 17 de agosto. Convertirse en una depresión tropical, el sistema se intensificó y rápidamente se convirtió en tormenta tropical que fue nombrada Fausto el 22 de agosto. Fausto se intensificó rápidamente y ya era un huracán ese mismo día como una tormenta tropical. Continuó la intensificación rápida, y el ciclón tropical alcanzó su punto máximo como un fuerte huracán de categoría 4 en la escala de huracanes de Saffir-Simpson. En ese momento, los vientos a 145 mph (230 km/h). Fausto comenzó a debilitarse gradualmente después de alcanzar la intensidad máxima el 24 de agosto, y finalmente fue degradado a tormenta tropical dos días después. El debilitamiento continuó, y Fausto degeneró en un mínimo remanente el 28 de agosto, mientras que estaba bastante al noreste de Hawái.
Al pasar al norte de las islas hawaianas, los restos del huracán más tarde comenzaron a revivir y volvieron a desarrollarse en una depresión tropical el 30 de agosto. La re-intensificación adicional no fue significativa, aunque Fausto logró volver a ser una tormenta tropical el 1 de septiembre. Al permanecer una tormenta tropical mínima, no hubo más intensificación, y para el 3 de septiembre, Fausto fue absorbido por un sistema frontal.

## Historia meteorológica

### Orígenes
Los orígenes del huracán Fausto provenían de una onda tropical que emergió al este del Océano Atlántico desde la costa occidental de África el 11 de agosto. Cruzó el Atlántico y el Caribe sin incidentes. La onda tropical finalmente ingresó a la Cuenca del Pacífico Oriental el 17 de agosto. Organizado rápidamente, el sistema se clasificó utilizando la técnica Dvorak a las 18:00 UTC del 18 de agosto. Aunque el 19 de agosto se produjo una circulación cerrada general, el sistema se organizó menos y, por lo tanto, no se clasificó inmediatamente como una depresión tropical.
Durante los siguientes dos días, sin embargo, el sistema se volvió mucho más organizado. Temprano el 21 de agosto, el Centro Nacional de Huracanes había iniciado avisos sobre la depresión tropical Ocho-E. Después de notarse la existencia de bandas, la intensidad se incrementó a 40 mph (65 km/h), lo que indica que el sistema se había intensificado y convertido en una tormenta tropical, que recibió el nombre de Fausto por el Centro Nacional de Huracanes (NHC). Aunque inicialmente no se produjo un mayor fortalecimiento, Fausto comenzó a intensificarse luego de una explosión en la convección a primeras horas del 22 de agosto. A partir de entonces, comenzó a producirse una profundización más rápida, y el Centro Nacional de Huracanes observó que Fausto exhibió una característica de bandas de tipo clásico y también observó que el flujo de salida aumentaba. 
El gran tamaño y la convección generalizada se asemejan mucho a un sistema que se convertiría en un huracán mayor, categoría 3 o superior en la escala de huracanes de Saffir-Simpson. Las características de anillado asociadas comenzaron a envolverse completamente alrededor del sistema, y la evidencia de un ojo en desarrollo se vio a través del satélite meteorológico. Simultáneamente, las estimaciones satelitales hechas a través de la técnica Dvorak indicaron que la intensidad de Fausto era de 120 km/h (195 km/h), y como resultado, el Centro Nacional de Huracanes la convirtió en un huracán.

### Intensificación

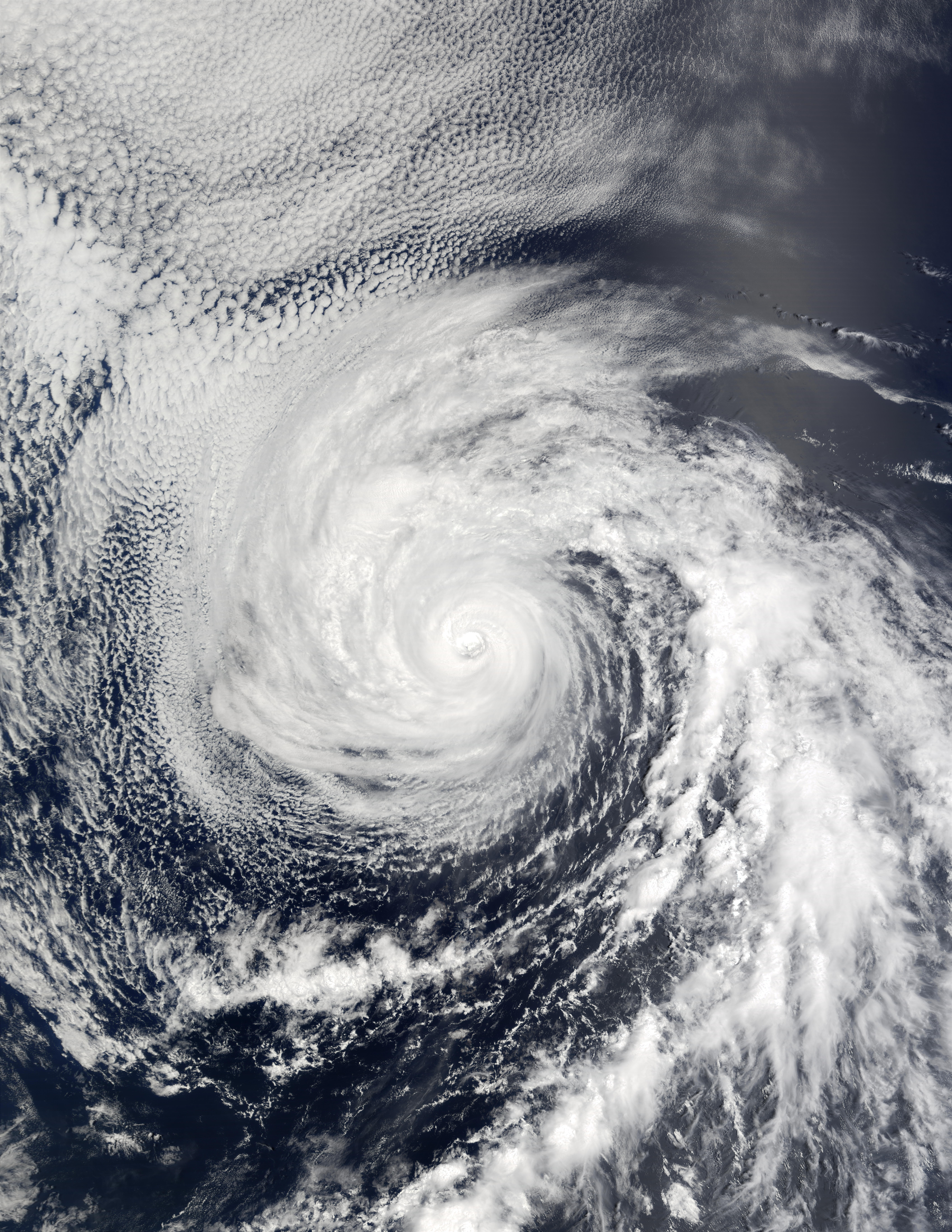
Huracán Fausto debilitando el 25 de agosto de 2002

Aunque la característica del ojo se oscureció y las características de las bandas parecían disiparse seis horas después de convertirse en huracán, el Centro Nacional de Huracanes predijo una intensificación rápida. A medida que el ojo se hizo visible en las imágenes de satélite a principios del 23 de agosto, los vientos aumentaron a 100 mph (155 km/h), y Fausto se convirtió en un huracán de categoría 2.
Aunque las nubes convectivas se calentaron un poco tarde ese día, las velocidades del viento continuaron aumentando y las estimaciones de intensidad hechas en la Universidad de Wisconsin fueron tan altas como 145 mph (230 km/h), aunque el Centro Nacional de Huracanes estuvo de acuerdo con las estimaciones de las tres agencias de Dvorak Technique, la Sucursal de Pronóstico y Análisis Tropical (TAFB), la Sucursal de Análisis de Satélites (SAB) y la Agencia Meteorológica de la Fuerza Aérea (AFWA), que estimó vientos a 115 mph (185 km/h). Basado en esto, el Huracán Fausto se había intensificado en un huracán categoría 3 en la escala de huracanes de Saffir-Simpson. El huracán continuó intensificándose, aunque el Centro Nacional de Huracanes anticipó que el fortalecimiento cesaría, ya que se esperaba que el huracán se trasladara a zonas con temperaturas de la superficie del mar más frías. Durante este período, los vientos del sistema aumentaron y Fausto se convirtió en un huracán de categoría 4. Convertido en un huracán de categoría 4, Fausto alcanzó su intensidad máxima, con vientos de 145 mph (230 km/h) y una presión barométrica mínima de 936 mbar (hPa, 27,64 inHg). Después de alcanzar la intensidad máxima, el Centro Nacional de Huracanes volvió a señalar que era muy probable que Fausto alcanzara su intensidad máxima, ya que se acercaba a una región de temperaturas de la superficie del mar de menos de 78 °F (26 °C).

### Debilitamiento
La convección profunda alrededor de la pared del ojo comenzó a disminuir, y Fausto luego se debilitó a un huracán de categoría 3. Después de caer rápidamente en fuerza a un huracán de categoría 2, Fausto se debilitó casi a la misma velocidad que se había intensificado. Aunque Fausto se mantuvo estable como un huracán de categoría 2 durante 18 horas, luego comenzó a debilitarse rápidamente hasta convertirse en un huracán de categoría 1, luego una tormenta tropical seis horas más tarde al comienzo del 26 de agosto. Al debilitarse en una tormenta tropical, el pronosticador Miles Lawrence en el Centro Nacional de Huracanes señaló: 

Ya no hay ninguna convección profunda asociada a su circulación
—Miles Lawrence

 Aunque Fausto seguía siendo un ciclón tropical. El 27 de agosto, el Centro Nacional de Huracanes emitió su advertencia final sobre Fausto, aunque no por disipación, sino que la tormenta cruzó 140°W y entró en el área de responsabilidad del Centro de Huracanes del Pacífico Central (CPHC). Sin duda, el análisis posterior a la tormenta del Centro de Huracanes del Pacífico Central indicó que Fausto era una tormenta tropical al surgir en el área de responsabilidad del CPHC (AOR), la tormenta fue clasificada operacionalmente como una depresión tropical al ingresar al área de responsabilidad. Sin una convección profunda, el Centro de Huracanes del Pacífico Central bajó a Fausto a una depresión tropical en la medianoche del 28 de agosto. Fausto degeneró en un mínimo remanente mientras estaba ubicado a más de 800 millas (1,287 km) al norte de Hilo, Hawaii el 28 de agosto a las 12:00 UTC.

### Regeneración y debilitamiento
Aunque Fausto se dirigió generalmente hacia el noroeste mientras era un ciclón tropical, curvó al oeste-noroeste después de degenerar en un baja remanente. Al pasar varios cientos de millas al norte de Hawái, la convección profunda comenzó a volver a desarrollarse a medida que los restos de Fausto interactuaban con un canal de la troposfera superior tropical. A las 18:00 UTC del 28 de agosto, el nivel bajo tuvo suficiente convección profunda como para ser re-clasificado como una depresión tropical mientras se encontraba aproximadamente a 635 millas (1,020 km) al norte de Oahu. No hubo más re-intensificación durante casi 48 horas, y luego Fausto se convirtió nuevamente en tormenta tropical a las 18:00 UTC del 1 de septiembre. Esta regeneración a alta latitud se atribuyó a una anomalía de temperatura con aguas 3.4 °F (2 °C) por encima de lo normal y patrón atmosférico de nivel superior favorable. Aunque las anomalías de la temperatura de la superficie del mar generalmente se atribuyen al desarrollo de un fenómeno de El Niño, El Niño no tuvo ningún efecto con las condiciones atmosféricas. Un ciclón de latitudes medias se acercó a la tormenta tropical Fausto y provocó que el sistema se acelere hacia el norte. El ciclón de latitudes medias eventualmente absorbió a Fausto, y el sistema combinado llegó a las Islas Aleutianas de Alaska poco después.

## Preparativos e impactos
Fausto no tuvo ningún efecto en la tierra, y solo un barco llamado Jo Lonn informó vendavales mínimos el 24 de agosto y nuevamente el día siguiente. No se le atribuyeron informes de daños o víctimas a Fausto. El ciclón de latitudes medias que absorbió a Fausto pasó por encima de las Islas Aleutianas. Se desconoce el impacto de los remanentes de Fausto en las Islas Aleutianas o en la parte continental de Alaska.

## Consecuencias
La regeneración de Fausto al norte de Hawái fue inusual, pero no sin precedentes. La otra vez que esto sucedió desde 1966 fue en la temporada de 1975. En esa ocasión, otro TUTT absorbió el remanente del huracán Ilsa, lo que llevó a la formación de un huracán sin nombre a gran altitud. Otros ciclones tropicales se han fortalecido al norte de Hawái, pero la formación real de uno es rara.